# Słowiański Bazar
Międzynarodowy Festiwal Sztuk „Słowiański Bazar w Witebsku” (biał. Міжнародны фестываль мастацтваў «Славянскі базар у Віцебску», ros. Международный фестиваль исскуств «Славянский базар в Витебске», ang. The International Festival of Arts «Slavianski Bazaar in Vitebsk») – festiwal muzyczny, organizowany od 1992 roku w Witebsku. Impreza organizowana jest pod patronatem władz państwowych, a gościem na niej bywa Alaksandr Łukaszenka.
Na festiwalu „Słowiański Bazar” w 1994 odbyła swój pierwszy występ zagraniczny polska piosenkarka Anna Maria Jopek. W 2013 laureatem festiwalu został polski wokalista Michał Kaczmarek.

## Tradycja festiwali muzycznych w Witebsku
Poprzednikiem festiwalu „Słowiański Bazar” był „Festiwal Piosenki Polskiej w Witebsku”, na potrzeby którego zbudowano w 1988 witebski amfiteatr.